# عزيز سوريال عطية
عزيز سوريال عطية (5 يوليو 1898 - 24 سبتمبر 1988) أحد مؤسسي جامعة الإسكندرية كان يعمل أستاذاً لتاريخ العصور الوسطى بقسم التاريخ بآداب الإسكندرية حتى أوائل الخمسينات كما شغل منصب مدير معهد الدراسات القبطية بالقاهرة ثم ارتحل من مصر، في ظروف خاصة، فقضى بقية عمره بأوروبا وأمريكا، وتولى التدريس بكُبريات الجامعات الغربية حتى وفاته. يقال أنه من أدخل مصطلح قبطولوجيا أو علم القبطيات إلى اللغة.

## حياته
من مواليد 5 يوليو 1898 بقرية العايشة بمركز زفتى بمحافظة الغربية.في عام 1905 انتقلت الأسرة إلى الزقازيق والتحق بالتعليم الابتدائي هناك.ثم انتقل إلى القاهرة بالثانوية ليحصل على شهادة البكالوريا عام 1914.التحق بكلية الطب، ثم شارك في ثورة 1919.
عمل موظفا بوزارة الزراعة وأثناء عمله أعاد دراسته في البكالوريا مرة أخرى وبعدها التحق بمدرسة المعلمين العليا وتخرج منها بتفوق
بعد تخرجه اشتغل معلماً استمر في دراسته وحصل على الماجستير، ثم أوفد في بعثة دراسية للحصول على الدكتوراه في جامعة كمبردج.
توفي في 24/9/1988.

## معهد الدراسات القبطية
في عام 1952 استقال عزيز عطية سوريال من الجامعة وعاد إلى القاهرة ليكرس وقته للكتابة، ثم طلب منه أن يكون ضمن أعضاء المجلس الملي. وفي إحدي جلسات المجلس عام 1953 اقترح بإنشاء معهد لدراسة التراث القبطي، ومن هنا قام المعهد العالي للدراسات القبطية، وتدفقت على هذا المعهد المنح من المال والكتب. قام المعهد بجوار معهد الآثار القبطية الذي أنشأه مريت بطرس غالي.

## الموسوعة القبطية
جمع عزيز سوريال عطية حوله عددا من المؤرخين وعلماء الآثار المصرية وعلماء الآثار القبطية ومن بينهم سامي جبرة ولبيب حبشي ومراد كامل. ولم يتخل عزيز عطية عن حلمه العظيم بإصدار الموسوعة القبطية، وكان لبيب حبشي من أكبر المتحمسين لإصدار الموسوعة، ودعي ليكون أستاذا زائرا في الجامعات الأمريكية وذلك عام 1955، وأنتهي المطاف إلى أن يعمل عزيز سوريال عطية في جامعة يوتا عام 1959 حيث أقام مركزا للشرق الأوسط.
وإذ شعر أن إقامته بأمريكا سوف تطول فقد ترك إدارة المعهد للمؤرخ الكبير سامي جبره، ولكن حلم الموسوعة لم يزال حيا باقيا.. وعندما كان يزور القاهرة كان يتحدث مع الزملاء عن تحقيق هذا الحلم العظيم صدرت الموسوعة القبطية عن دار نشر ماكميلان في نيويورك عام 1991 في ثمانية مجلدات وفي 2372 صفحة (منها 140 صفحة للمفردات التي جاءت في المجلدات الثمانية) باللغة الإنجليزية 

## مواضيع مرتبطة
- كنيسة قبطية أرثوذكسية
- المتحف القبطي